# District de Madhepura
Le district de Madhepura est un district de l'état du Bihar, en Inde.

## Géographie
Au recensement de 2011, sa population compte 1 994 618 habitants.
Son chef-lieu est la ville de Madhepura. 